# Yngve Bertilsson

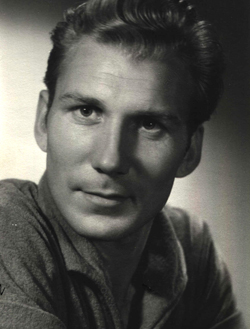
Yngve Bertilsson

Yngve Lennart Bertilsson, född 18 juni 1930 i Ystads församling, Malmöhus län, död 29 april 1998 i Farsta församling, Stockholm, var en svensk skådespelare, reporter och filmfotograf.
Bertilsson växte upp i Ystad och gick därefter på Willy Koblancks teaterskola i Stockholm. Han debuterade 1955 i ungdomsfilmen Våld med Lars Ekborg i huvudrollen. 
Bertilsson var med när Sveriges Radio TV drog igång på allvar 1956 och började arbeta som TV-reporter åt Aktuellt och Rapport. Han började intressera sig allt mer för filmtekniken och arbetade sedan som filmfotograf på Sveriges Radio TV. Dessutom medverkade hans reportage i program som Sveriges Magasin och Landet runt. Yngve Bertilsson är gravsatt i minneslunden på Skogskyrkogården i Stockholm.

## Filmografi i urval
- 1955 – Våld
- 1956 – Det går en väg
- 1957 – Som man bäddar...